# Püspökszilágy
Püspökszilágy [ˈpyʃpøksilaːɟ] ist eine ungarische Gemeinde im Kreis Vác im Komitat Pest.

## Geografische Lage
Püspökszilágy liegt ungefähr 34 Kilometer nordöstlich der Hauptstadt Budapest an dem kleinen Fluss Szilágyi-patak. Die Nachbargemeinde Kisnémedi befindet sich ein Kilometer westlich des Ortes.

## Lagerung radioaktiver Abfälle
Im Dezember 1976 wurde hier ein oberflächennahes Endlager für schwach- und mittelradioaktive Abfälle, die nicht aus Kernkraftwerken stammen, in Betrieb genommen. Die Abfälle aus einem alten Lager in Solymár wurden nach Püspökszilágy gebracht. 
Das Endlager in Püspökszilágy, das eine Kapazität von 5000 Kubikmeter besitzt, wurde in tonigen Quartärablagerungen errichtet. Die Lagerkapazität ist bereits weitgehend erschöpft. Es besitzt Lagerkammern. Zeitweilig, von 1988 bis 1996, wurden dort auch Kernkraftwerksabfälle eingelagert. Heute werden die Abfälle des Kernkraftwerks Paks auf dem Kraftwerksgelände zwischengelagert, bis ein separates Endlager hierfür zur Verfügung steht. Dieses wird auch deshalb benötigt, weil das Endlager nicht erweitert werden kann.
Für weitere schwach- und mittelradioaktive Abfälle wurde in Bátaapáti im Jahr 2007 mit dem Bau eines Endlagers begonnen.
Vor einigen Jahren hat die ungarische Sicherheitsbehörde die Rückholbarkeit der Abfälle angeordnet. Seitdem werden die Abfälle nicht mehr mit Zement fixiert. Die Anlage dient nur noch als Zwischenlager.

## Gemeindepartnerschaft
- Mereni (Covasna), Rumänien

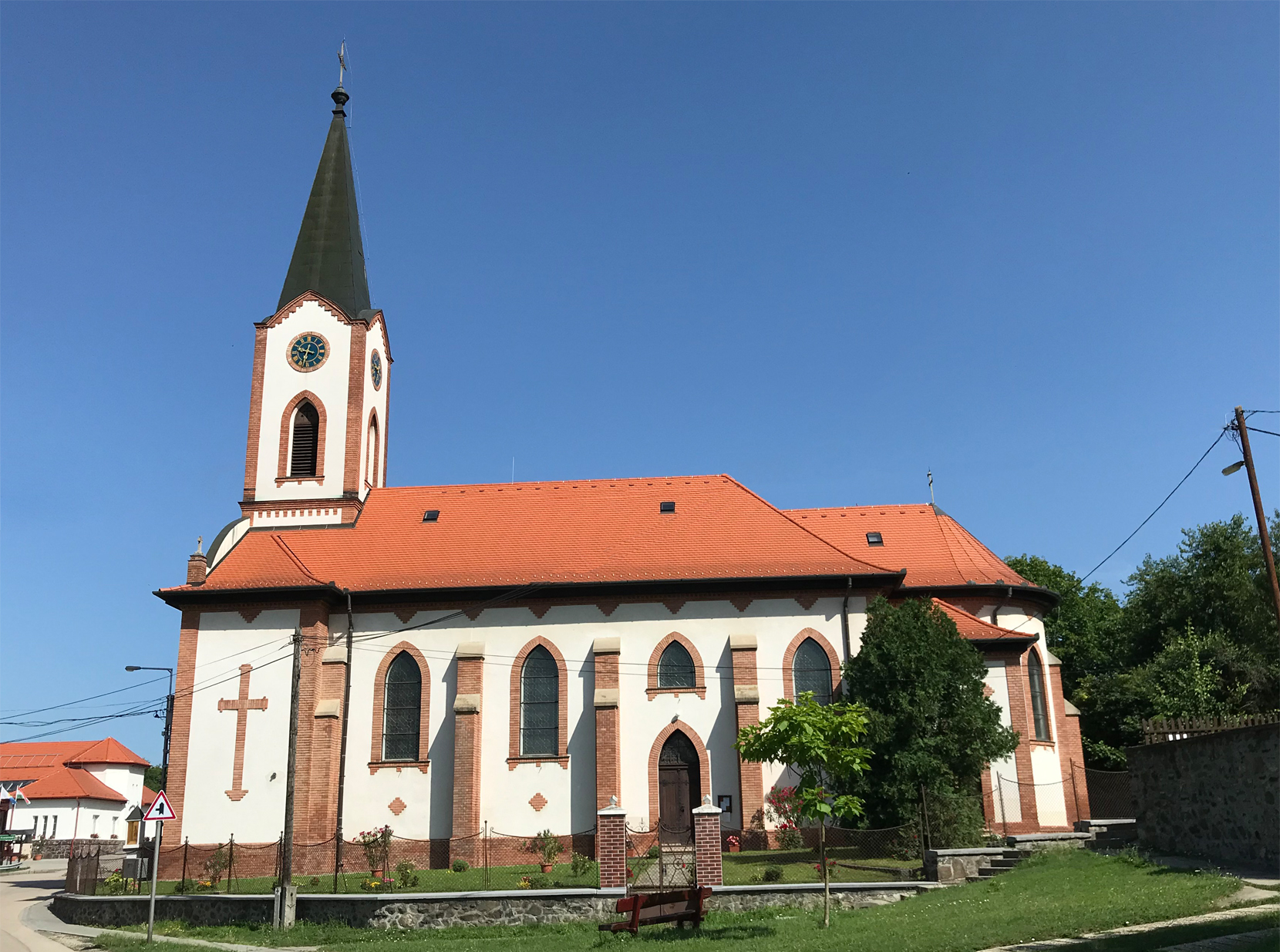
Röm.-kath. Kirche Szent Márton

## Sehenswürdigkeiten
- Heimatmuseum (Tájház)
- Marienstatue (Csíksomlyói Mária szobor)
- 1956er-Denkmal  (1956-os emlékmű), erschaffen von Tibor Horváth
- Römisch-katholische Kirche Szent Márton, erbaut 1914

## Verkehr
Püspökszilágy ist nur über die Nebenstraße Nr. 21114 zu erreichen. Der nächstgelegene Bahnhof befindet sich südwestlich in Váchartyán.